# Таромські плавні
Таромські плавні — анульована природоохоронна територія у Дніпропетровській області. 
Вперше згадується під назвою «Таромський уступ» у доповідній записці Дніпропетровської обласної інспекції по охороні природи від 12 жовтня 1982 року № 260-10 «Про міри по розширенню мережі державних заказників на території області». В цій записці йде мова, що обласна інспекція по охороні природи разом з спеціалістами Донецького ботанічного саду, обласним управлінням сільського господарства та обласною радою товариства охорони природи обстежили 18 перспективних для заповідання об'єктів області, відібрали 6 із них, і рекомендують створити на їх базі об'єкти природно-заповідного фонду. Серед цих об'єктів рекомендується також рекомендується затвердити: ««Таромський уступ» - ділянка заплавних біогеоценозів з унікальними для ландшафту степового Придніпров'я озерами, затоками, островами - державним загальнозоологічним заказником республіканського значення, загальною площею 2181,2 Га»
У відповідь на цю доповідну записку, Виконком Дніпропетровської обласної ради народних депутатів 14 жовтня 1982 року приймає рішення № 654 «Про міри по розширенню мережі державних заказників на території області», яким створює низку об'єктів ПЗФ у області, а об'єкти створювані загальнодержавного значення просить затвердити Раду міністрів УРСР. Серед таких новостворюваних об'єктів загальнодержавного рівня є і загальнозоологічний державний заказник «Таромський уступ», з площею 2181,2 Га. Він знаходиться на лівобережжі верхів'я Запорізького водосховища, та підпорядковується Дніпропетровській держрибінспекції. Його опис:«Ділянка заплавних біогеоценозів з унікальними для ландшафту степового Придніпров'я озерами, затоками, болотами, островами. В численних заплавних озерах є багато природних точок нересту цінних промислових риб. Тут мешкають 42 види риб, 9 видів амфібій, 10 видів рептилій, гніздиться до 150 видів птахів, відмічено 58 видів ссавців. Серед даних видів є рідкісні та зникаючі, а також занесені до Червоної Книги СРСР та УРСР - рибець, бистрянка, стерлядь, чотириполосний полоз, орлан-білохвост, сокіл-балобан, скопа, сапсан, могильник, мала та гігантська вечірниця, степовий тхір та інші. Всього в склад флори та фауни заказнику входить 7 видів рослин та 27 видів тварин включених у Червону Книгу СРСР та УРСР»
Заказник затверджено постановою № 495 Ради міністрів Української РСР від 12 грудня 1983р. «Про доповнення переліку державних заказників Української РСР», яку прийнято як доповнення до постанови № 500 Ради міністрів Української РСР від 28 жовтня 1974р. «Про створення заказників загальнодержавного значення в Українській РСР». Ця постанова вважається документом, яким створено заказник. Назву затверджуваного заказника вирішено змінити на «Таромські плавні», площу вказано 2181 Га, розміщення - м.Дніпропетровськ, смт. Таромське, а підпорядковується заказник Дніпродзержинському лісгоспзагу Мінліспрому УРСР. Характеристика заказника у цій постанові: Ділянка дніпровських плавнів, яка є унікальним місцем оселення тварин. Тут зустрічаються хохуля звичайна, вечірниця мала, тхір степовий, балобан, могильник — види, занесені до «Червоної книги Української РСР». 
15 вересня 1990 року Рада міністрів Української РСР ухвалила постанову № 262, згідно з пунктом 2 якої Таромські плавні виключаються з переліку державних заказників, у зв'язку з включенням їх територій до природного заповідника Дніпровсько-Орільський.
17 грудня 1990 року виконком Дніпропетровської обласної Ради народних депутатів ухвалив рішення № 469 «Про мережу територій та об'єктів природно-заповідного фонду області», в якому, у додатку 7 пункт 2 затвердив виключення Таромських плавнів зі складу об'єктів ПЗФ області, в зв'язку з постановою Ради міністрів № 262 та входом об'єкту до складу територій Дніпровсько-Орільського природного заповідника.